# Gurka
För andra betydelser, se Gurka (olika betydelser).

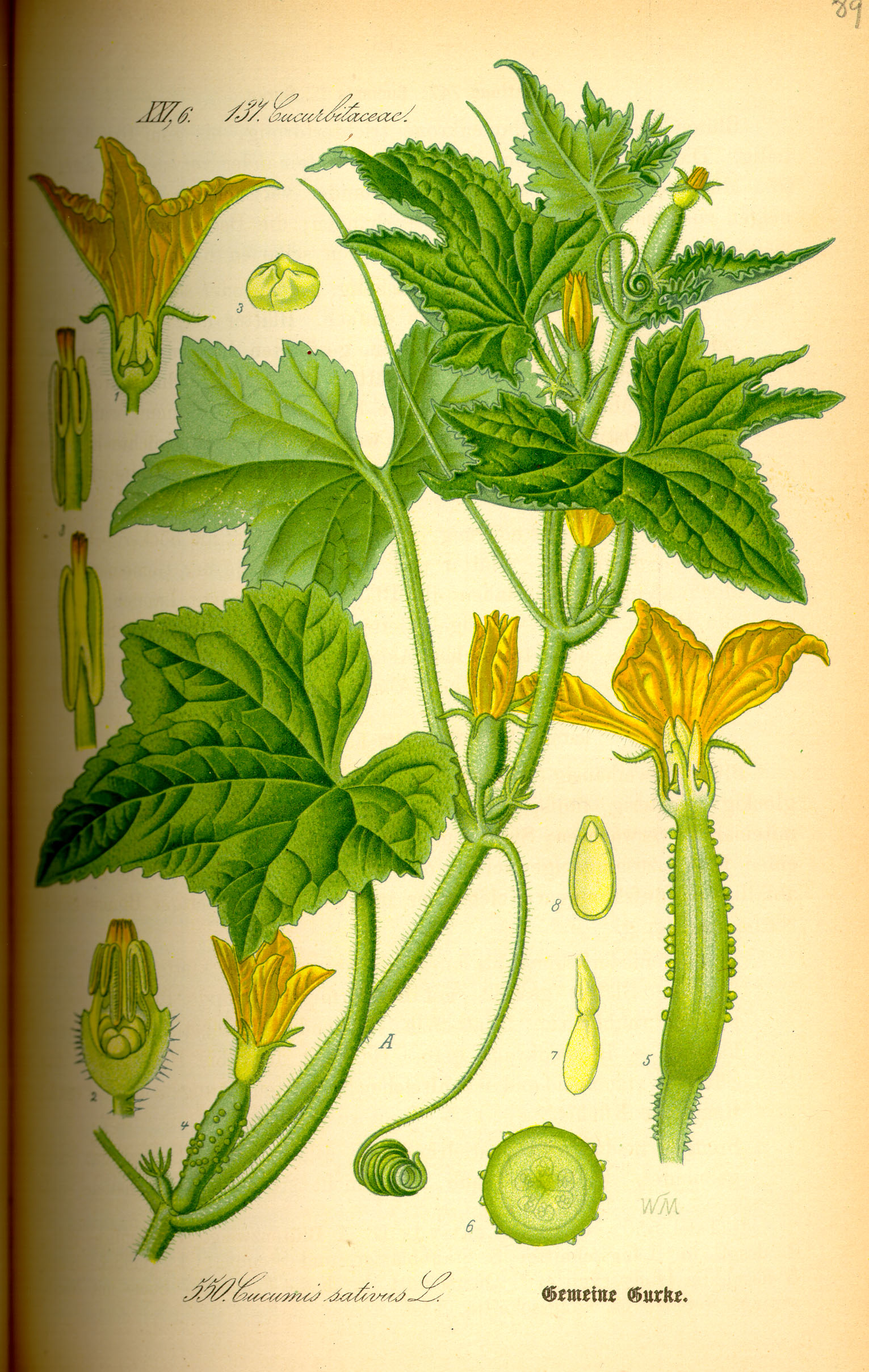
Gurka
Cucumis sativus

Gurka (Cucumis sativus) är en art i familjen gurkväxter, och benämning på både plantan och dess frukt, vilken enligt botanisk terminologi är ett bär. Släktet Cucumis omfattar närmare 30 arter.

## Historisk utbredning
Ursprungslandet antas vara Indien, och gurka har odlats sedan 5 000 till 4 000 år sedan. Först 1 000 år senare hade gurka kommit till Egypten. Visserligen har man inte gjort några arkeologiska fynd i Egypten, som direkt pekar på gurkodling, men av ett bibelavsnitt avseende det av Moses anförda uttåget ur Egypten framgår att israelerna kände till gurka från Egypten. Man räknar med att israelerna medförde gurkodlingskonsten till vandringsmålet Kanaans land, som motsvarar dagens Israel och Palestina. Från Mellanöstern har sedan gurkan spridits över världen.
För Sveriges del finns ett belägg för att gurka såtts i Hertig Karls trädgårdar vid Nyköpingshus 1598.

## Allmän beskrivning
Gurka är ettårig och förökas genom frösådd. Den är i grunden en klängväxt, men har den inget att klänga på kryper den utefter marken. Möjlighet att klänga på något befordrar fruktbildningen. 
De ganska oansenliga gula blommorna är enkönade, men blommor av båda könen kan sitta på samma individ. 
Gurka finns i många former och storlekar. De vanligaste är den långa slanggurkan och den korta, tjocka inläggningsgurkan eller västeråsgurkan, som även kallas druvgurka.

### Innehållsanalys
En vanlig gurka består till cirka 96 procent av vatten. Det övriga är mest cellulosa (kostfiber). Cellulosa kan inte brytas ner av människans matsmältning, och energiinnehållet i gurka blir därför lågt: 59 kJ (14 kcal) per 100 g gurka. Gurka har en ringa halt av C-vitamin (askorbinsyra).
ORAC-värdet (ett mått på förmågan att reducera oxidanter, det vill säga innehållet av antioxidanter) för 100 g gurka är 60, vilket är lågt jämfört med värden för andra grönsaker och bär.

## Produktion
Världens största gurkproducent är Kina.
| Nr | Område                 | Produktion (ton/år) | %        |
| --- | ---------------------- | ------------------- | -------- |
| 1 | Kina                   | 56 855 415          | 75,83 %  |
| 2 | Ryssland               | 1 820 123           | 2,43 %   |
| 3 | Iran                   | 1 804 184           | 2,41 %   |
| 4 | Turkiet                | 1 780 472           | 2,37 %   |
| 5 | Ukraina                | 940 940             | 1,25 %   |
| 6 | USA                    | 799 820             | 1,07 %   |
| 7 | Spanien                | 775 903             | 1,03 %   |
| 8 | Uzbekistan             | 718 570             | 0,96 %   |
| 9 | Mexiko                 | 707 632             | 0,94 %   |
| 10 | Japan                  | 548 800             | 0,73 %   |
| | Övriga länder          | 8 223 765           | 10,97 %  |
| | Total världsproduktion | 74 975 624          | 100,00 % |
| Källa: FN:s livsmedels- och jordbruksorganisation:s data för år 2014. Siffror avser produktionen av cucumbers and gherkins. |                        |                     |          |

### Sverige
Det svenska klimatet är något för kallt för frilandsodling av gurka, men i drivbänk och växthus går det bra. Under goda ljusförhållanden växer gurkor flera centimeter om dygnet, vilket gör att gurkodling i Norrland med dess långa sommardagar blir lönsam (kostsam extrabelysning i växthusen behövs inte på grund av midnattssolen).
Sverige är i stort sett självförsörjande på gurka, men viss import sker under vintersäsongen (november–mars) bland annat från Nederländerna och Spanien, då den svenska produktionen ligger nere. 
Under 1980-talet var den samlade svenska yrkesmässiga produktionen av gurka cirka 18 000 ton per år. 10 år senare, det vill säga under 1990-talet, var konsumtionen i Sverige cirka 4 kg per person och år.

## Förvaring
Gurka förvaras helst i plastpåse i kylskåpet. Tomater påverkar gurka oförmånligt, därför bör dessa grönsaker förvaras åtskilda. Tomater avger nämligen etylengas som gör att gurkan blir gul och seg.

## Användningsområden
Gurka äts ofta rå som del av en sallad. Det finns även ättiksgurka, saltgurka, pressgurka och bostongurka. Gurka skärs ibland i tunna stavar, gurkstavar, och serveras som tilltugg.

### Folkmedicin
- Gurkskivor lagda över ögat är välgörande för svullna ögonlock. Kan användas även mot påsar under ögonen.
- Gurksaft kan ges som svalkande dryck till febersjuka.[1]

Kommentar ur skolmedicinsk synpunkt: Gurksaft är nästan enbart vatten. Den medicinska effekten torde i huvudsak bygga på vätskeersättning till den sjuke, som svettats mycket. Verkan skulle antagligen bli lika bra med vanligt dricksvatten. En fördel med gurksaft är emellertid att den är nära steril. Växtens rötter filtrerar så effektivt att de flesta bakterier stoppas, även om plantan vattnats med smutsigt vatten. Vid brist på rent dricksvatten kan sålunda gurksaft vara ett bra alternativ.
- Gurka kan användas utvärtes för behandling av frostskador på händer och fötter.[1]
- Enligt traditionell islamsk medicin är torkade och malda gurkfrön ett bra tandpulver.[2]
- En tinktur av gurka kan användas som ansiktsvatten. Om fröna mals före utdraget, kan även ämnen inuti fröna nyttiggöras.[6]

## Kvalitetsnormer
"Kvalitetsnormer för gurka" finns utgiven av Jordbruksverket. Den överensstämmer med "Kommissionens förordning (EEG) nr 1677/88 av den 15 juni 1988 om kvalitetsnormer för gurka" och gäller för gurkor som är avsedda att levereras färska till konsumenter, dock ej för gurka avsedd för bearbetning eller druvgurka. Förordningen följer i sin tur UNECE:s "UN/ECE STANDARD FFV-15".
Ovanstående kvalitetsnorm brukar ofta kritiseras av EU-skeptiska debattörer i många länder. Den har också utsatts för satir. Kritiken innehåller följande inslag:
- att kvalitetsnormen är för detaljerad
- att gurkor är för oviktiga att omfattas av kvalitetsnormer
- att EU borde syssla med viktigare saker än gurkor

De närmast berörda, odlare och handlare, deltar dock själva genom sina organisationer i utarbetandet av kvalitetsnormerna.
En av kritiserade detaljer är krav på att slanggurkan inte får vara krokig; det påverkar ju knappast smak eller näringsvärde. Det finns dock ett tekniskt motiv för detta: Storproducenternas förpackningsmaskiner som plastar in gurkor, som ska levereras till detaljhandeln, klarar inte av arbetet med mindre än att gurkan är någorlunda rak.
I dansk lag reglerades gurkans tillåtna krökning redan 1927. En översättning av den lagen blev sedan ett arbetsdokument inom EU inför skrivningen av EEG:s beramade gurkförordning.

## Etymologi
Cucumis kan härledas från grekiska kyrkos, av assyriska kissu, av hebreiska qissua, alla med betydelsen gurka.
Sativus betyder sådd, odlad, av latin satus = så.
Det svenska namnet gurka är känt sen 1636, men gurka odlades, som nämnts i avsnittet Historisk utbredning, redan tidigare i Sverige. Namnet kan härledas från lågtyska gurke eller tyska Gurke med slaviskt ursprung: Ryska oguréts och polska ogórek motsvarar en diminutiv till sengrekiska aggoúrion = vattenmelon, alltså ungefär gurka = "liten vattenmelon".
På tyska förekommer även varianten agurke, vilket i äldre tider stundom använts även på svenska. 
Agurke hänger kvar även på både danska och norska (såväl bokmål som nynorska) i formen agurk som är dessa språks nutida namn på gurka.